# Belur, Koppal
Belur là một làng thuộc tehsil Koppal, huyện Koppal, bang Karnataka, Ấn Độ.